# Алерштет
Алерштет (њем. Ahlerstedt) општина је у њемачкој савезној држави Доња Саксонија. Једно је од 40 општинских средишта округа Штаде. Према процјени из 2010. у општини је живјело 5.111 становника. Посједује регионалну шифру (AGS) 3359002.

## Географија
Алерштет се налази у савезној држави Доња Саксонија у округу Штаде. Општина се налази на надморској висини од 37 метара. Површина општине износи 62,4 km².

## Становништво
У самом мјесту је, према процјени из 2010. године, живјело 5.111 становника. Просјечна густина становништва износи 82 становника/km².